# Paneheszi (Amarna)
Paneheszi vagy Panehszi ókori egyiptomi hivatalnok a XVIII. dinasztia idején, Ehnaton uralkodása alatt. Címei: „Aton fő szolgája ahet-atoni birtokán” (ez a nagy Aton-templom korabeli neve volt); „A Két Föld urának, Noferheprurének szolgája Aton templomában”; „A Két Föld urának második papja”; „A király barátja”; „Észak kancellárja”; „Alsó-Egyiptom pecsétőre”; „Az ökrök felügyelője”; „Aton magtárainak felügyelője”. Úgy tűnik, rangban közvetlenül Meriré főpap után következett.
Nevének jelentése „a núbiai”, de mivel sem őt, sem nővérét nem ábrázolják fekete bőrrel, valószínűbb, hogy általánosabb, „Délről származó” értelemben értendő.

## Házai
Paneheszinek két háza volt Ahet-Atonban: az egyik a templom közelében (ez valószínűleg inkább iroda lehetett), a másik pedig a városközpontban.

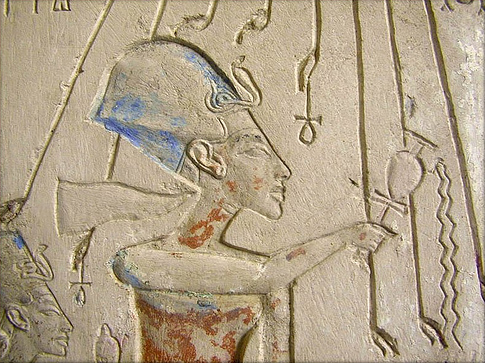
Ehnaton. Részlet a kőszentélyről, melyet Paneheszi templom melletti házában találtak

Paneheszi fő rezidenciája (R44.2) a városközpontban áll. A házhoz nagy méretű szentély tartozott, melyben Ehnatont, Nofertitit és Meritaton hercegnőt ábrázolták, amint áldozatot mutatnak be Atonnak. A szentély példa a királyi családot övező házi kultuszra. A nyitott tetejű kápolna a ház nagy központi csarnokában állt. Paneheszi házától délre kis település feküdt, amely körülbelül 40 házból állt, és valószínűleg Paneheszi házának személyzete lakta; kisebb területen terült el, mint maga a rezidencia. A háztól nem messze egy sztélét találtak, rajta III. Amenhotep és Tije ábrázolásával.
Paneheszi másik, templom melletti háza azzal a feladatkörrel állhatott kapcsolatban, amelyet az ökrök felügyelőjeként betöltött. A kőpadlós, tégla jászolokkal is ellátott épületben jószágot tarthattak. Az ásatások során ökörszarvak és -csontok kerültek elő, a templomban feláldozott állatok maradványai. Az épület központi csarnokában kőből épült szentély állt, amelyet festése jellegzetes ahet-atoni templomhoz tett hasonlóvá. A keskeny faajtókkal ellátott kis épületben valószínűleg az uralkodó szobra állt. Ma a kairói Egyiptomi Múzeumban található.

## Sírja
Paneheszi sírja a királysírnak helyet adó váditól északra elhelyezkedő hat sír, az ún. Északi sírok közül az EA6 jelet viselő. A sír az amarnai sírokra jellemzően egyenes tengelyű. A kopt időkben külső csarnokát megnagyobbították és keresztény templomnak használták; apszisa elé mély vízmedence került bemerüléshez. Datálása alapján a sír Ehnaton uralkodásának 10. évére tehető.